# 中華民國大陸委員會
大陸委員會（簡稱陸委會）是中華民國有關海峽兩岸關係事務的主管機關，成立於1991年1月，專責統籌處理涉及中國大陸與港澳地區之政務，並視情形委託民間團體中介處理涉及海峽兩岸之特定事務。此外，在香港及澳門各設有辦事機構。其主要對口單位為中國大陸的中共中央台灣工作辦公室（亦掛有國務院臺灣事務辦公室銜牌），但2016年民進黨再度執政後兩岸關係趨於對峙，雙方目前近乎無直接往來。

## 沿革
1987年11月蔣經國政府開放民眾赴大陸探親，兩岸民間往來日趨密切。
1988年8月，行政院以任務編組方式成立「行政院大陸工作會報」，撤銷原「行政院對匪經濟作戰策劃小組」（對外代號「力行小組」），協調各主管機關處理有關兩岸事務。
1990年4月，行政院擬訂《行政院大陸委員會組織條例》草案送立法院審議。
1991年1月《行政院大陸委員會組織條例》經立法院三讀通過，同月28日總統令公布制定，據以成立「行政院大陸委員會」。
1991年2月8日，海峽交流基金會經陸委會許可完成財團法人登記，3月9日正式對外服務；同年4月9日與陸委會簽訂委託契約，處理有關兩岸談判對話、文書查驗證、民眾探親商務旅行往來糾紛調處等涉及公權力之相關業務。
1991年5月，《動員戡亂時期臨時條款》廢止，光復大陸設計研究委員會隨後裁撤，業務移播行政院大陸委員會與國家統一委員會，其組織條例廢止。
2010年2月3日，總統令公布修正《行政院組織法》，組改後將改制更名為「大陸委員會」，且蒙藏委員會在此次修正中被移出行政院所設各委員會之列，引發外界揣想未來可能裁撤後併入該會。
2017年5月22日，立法院初審通過《大陸委員會組織法》草案，蒙藏委員會裁撤後業務由陸委會、文化部與外交部承接。其中將由陸委會承接原蒙藏會的情勢蒐整與研判業務。
2018年5月16日，《大陸委員會組織法草案》完成朝野協商。5月22日三讀通過，副主委3人改為2人為政務職、1人為常任職。
2018年6月13日，總統令公布制定《大陸委員會組織法》，摘去「行政院」前銜，更名為大陸委員會，行政院訂於同年7月2日施行。

## 組織

### 委員、顧問與諮詢委員
- 主任委員	
  - 副主任委員（政務2人、常務1人）
    - 主任秘書
    - 委員（17～27人）由行政院院長派兼或聘兼之。目前委員包含行政院秘書長、行政院政務委員、內政部部長、外交部部長、國防部部長、財政部部長、教育部部長、法務部部長、經濟部部長、交通部部長、衛生福利部部長、文化部部長、勞動部部長、農業部部長、國家科學及技術委員會主任委員、國家發展委員會主任委員、海洋委員會主任委員、金融監督管理委員會主任委員、中央銀行總裁與國家安全局局長
      - 顧問／諮詢委員：目前遴聘之顧問有4人，諮詢委員有21人。顧問列席本會委員會議；本會並每月召開諮詢委員會議。

### 內部單位
設6處5室
- 綜合規劃處
  - 第一科／ 民意調查及綜合業務
  - 第二科／ 策略規劃
  - 第三科／ 大陸情勢研判
  - 第四科／ 政策研究
  - 資研中心／ 兩岸資訊服務及本會出版管理
- 文教處
  - 第一科／ 文教相關中介團體督導、體育交流業務
  - 第二科／ 教育及學術科技交流業務
  - 第三科／ 藝文、宗教交流及綜合業務
  - 第四科／ 大眾傳播交流業務
- 經濟處
  - 第一科／ 臺商輔導、服務及大陸投資業務
  - 第二科／ 旅行、涉外經貿及陸資來臺業務
  - 第三科／ 兩岸經貿、財金及綜合業務
  - 第四科／ 農漁、環保及「小三通」業務
  - 第五科／ 交通、航運及郵電業務
- 法政處
  - 第一科／ 衛生綜合業務
  - 第二科／ 中介事務
  - 第三科／ 司法業務暨專業交流
  - 第四科／ 法律事務
  - 第五科／ 社會交流暨移民事務
- 港澳蒙藏處
  - 第一科／ 情勢之蒐集與研判
  - 第二科／ 居民之聯繫、接待與交流業務
  - 第三科／ 政策及法規之研究及規劃
  - 第四科／ 綜合管考工作
- 聯絡處
  - 第一科／ 國會聯繫及其相關諮詢服務
  - 第二科／ 新聞發布與聯繫、禮賓
  - 第三科／ 大陸政策宣導及綜合業務
  - 第四科／ 海外聯絡、政策宣導及資料編譯
- 人事室
- 主計室
- 政風室
- 秘書室
- 資訊室

任務編組
- 臺港服務交流辦公室：下設諮詢服務組、專案管理組及行政庶務組

### 外派機構
由于受兩岸互不承認主權與一个中国的影响，大陆委员会目前不在中国大陆地区（除香港、澳門外）设外派机关或機構。
- 大陸委員會香港辦事處（駐地機構名：臺北經濟文化辦事處）
- 大陸委員會澳門辦事處（駐地機構名：臺北經濟文化辦事處）

### 半官方機構

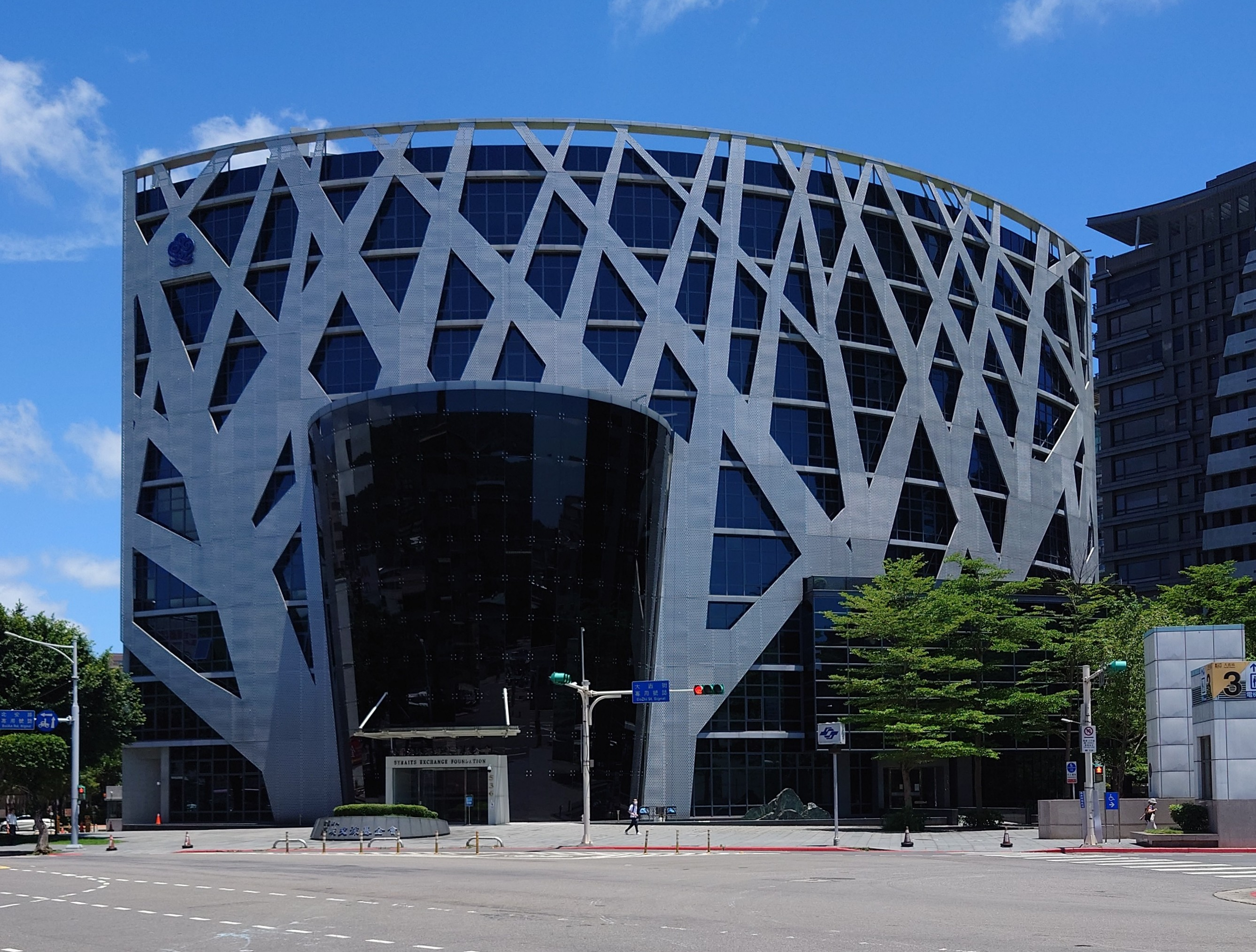
海峽交流基金會辦公大樓

- 海峽交流基金會
- 臺港經濟文化合作策進會

## 歷任主任委員
| 任別       | 圖片 | 姓名   | 政黨 | 政黨                  | 就職時間       | 卸任時間       | 時任總統 |
| ---------- | ---- | ------ | ---- | --------------------- | -------------- | -------------- | -------- |
| 1          |      | 施啟揚 |      | 中國國民黨            | 1991年2月7日   | 1991年5月31日  | 李登輝   |
| 2          |      | 黃昆輝 |      | 中國國民黨            | 1991年6月1日   | 1994年12月14日 | 李登輝   |
| 3          |      | 蕭萬長 |      | 中國國民黨            | 1994年12月15日 | 1995年12月3日  | 李登輝   |
| 代理       |      | 高孔廉 |      | 中國國民黨            | 1995年12月4日  | 1996年2月27日  | 李登輝   |
| 4          |      | 張京育 |      | 中國國民黨            | 1996年2月28日  | 1999年1月31日  | 李登輝   |
| 5          |      | 蘇起   |      | 中國國民黨            | 1999年2月1日   | 2000年5月19日  | 李登輝   |
| 6          |      | 蔡英文 |      | 無黨籍                | 2000年5月20日  | 2004年5月19日  | 陳水扁   |
| 7          |      | 吳釗燮 |      | 民主進步黨            | 2004年5月20日  | 2007年4月11日  | 陳水扁   |
| 8          |      | 陳明通 |      | 民主進步黨            | 2007年4月12日  | 2008年5月19日  | 陳水扁   |
| 9          |      | 賴幸媛 |      | 台灣團結聯盟 → 無黨籍 | 2008年5月20日  | 2012年10月1日  | 馬英九   |
| 10         |      | 王郁琦 |      | 中國國民黨            | 2012年10月2日  | 2015年2月16日  | 馬英九   |
| 11         |      | 夏立言 |      | 中國國民黨            | 2015年2月17日  | 2016年5月19日  | 馬英九   |
| 12         |      | 張小月 |      | 無黨籍                | 2016年5月20日  | 2018年2月26日  | 蔡英文   |
| 代理       |      | 林正義 |      | 無黨籍                | 2018年2月26日  | 2018年3月19日  | 蔡英文   |
| 13（再任） |      | 陳明通 |      | 民主進步黨            | 2018年3月19日  | 2021年2月22日  | 蔡英文   |
| 14         |      | 邱太三 |      | 民主進步黨            | 2021年2月23日  | 2024年5月19日  | 蔡英文   |
| 15         |      | 邱垂正 |      | 民主進步黨            | 2024年5月20日  | 現任           | 賴清德   |

## 稱呼問題
以往中國大陸的媒體報導中，「大陸委員會」是唯一得以照原名稱呼的中華民國中央政府部會（極少數媒體仍稱之「臺灣當局大陸事務部門」）。而其他部會在报导中皆回避原名，如稱內政部為「內政部門」、法務部為「法務部門」或「司法部門」等等。
2014年2月間，時任陸委會主委王郁琦訪問中國大陸，中共的新华社、中央电视台、中新社、《人民日报》、《环球时报》、中國臺灣網等媒體，都依循其官方用語，称王郁琦为“台湾方面大陆委员会负责人”，在第一次兩岸事務首長會議现场，国務院臺灣辦公室发给媒体的手册中，也依此称谓。

## 大型調查

### 調查赴陸藝人轉發武統貼文事件
2025年5月14日，主任委員邱垂正表示，對於部分在陸發展的台灣藝人在特定時間點轉發中共圖文，這樣的行為恐涉及中共黨政軍合作行為，可能違反《兩岸條例第33之1條》，必須依法嚴查懲處。15日副主任委員梁文傑補充說明時表示，懲處言論標準與懲處名單正在處理中，對於應該懲處哪些言論尚待精確界定，懲處哪些台灣藝人還在決定中，待有具體結果會對外報告，但強調，倘若藝人以經紀公司代為操作為理由，不會被認定、採納，因為是藝人去委託經紀公司做出行為，所以當事人還是不能夠卸責；其實懲處是為了讓藝人在陸發展時有理由拒絕中共政治動員要求，並提到，倘若唱和中共行為在台灣沒有獲得任何懲罰，這些在陸發展的藝人被要求在特定時間點表態支持武統台灣、支持對台軍演時，其將完全沒有拒絕的理由，政府對於這些行為加以懲處，反而是讓在陸發展的藝人有更自由空間。

### 相关组织
| 中国共产党、 中华人民共和国 - 國務院台灣事務辦公室（同時懸中共中央台灣工作辦公室牌） - 海峡两岸关系协会（海協會） | 中華民國 - 海峽交流基金會（海基會，公設財團法人） - 臺港經濟文化合作策進會（策進會，公設財團法人） |

### 引用
1. ↑  https://twinfo.ncl.edu.tw/tiqry/hypage.cgi?HYPAGE=search/merge_pdf.hpg&dtd_id=12&type=g&sysid=D9100025&jid=79007133&vol=80012800&page=%E9%A0%811-3%7C （页面存档备份，存于） 《總統府公報》第5361號，民國80年1月28日出刊。
2. ↑  https://twinfo.ncl.edu.tw/tiqry/hypage.cgi?HYPAGE=search/merge_pdf.hpg&dtd_id=12&type=g&sysid=D9100869&jid=79007133&vol=80050100&page=%E9%A0%811%7C （页面存档备份，存于） 《總統府公報》第5403號，民國80年5月1日出刊。
3. ↑  https://twinfo.ncl.edu.tw/tiqry/hypage.cgi?HYPAGE=search/merge_pdf.hpg&dtd_id=12&type=g&sysid=D9102587&jid=79007133&vol=80072700&page=%E9%A0%811%7C （页面存档备份，存于） 《總統府公報》第5444號，民國80年7月27日出刊。
4. ↑  https://twinfo.ncl.edu.tw/tiqry/hypage.cgi?HYPAGE=search/show_gaztext.hpg&sysid=E1029614%7C （页面存档备份，存于） 《總統府公報》第6905號，民國99年2月3日出刊。
5. ↑  20160623本院擬撤回520前送請立法院審議尚未進行審查之法案.LinkedIn.2016-06-23 （页面存档备份，存于）
6. ↑  王韋婷. . 中央廣播電臺 (臺北市). 2017-08-17  [2017-08-17]. （原始内容存档于2020-11-24）.
7. ↑  .   [2017-11-29]. （原始内容存档于2018-09-19）.
8. ↑  曾韋禎. . 自由時報 (臺北市). 2017-08-17  [2017-08-17]. （原始内容存档于2019-05-15）.
9. ↑  .立院初審》陸委會組改 副主委「2政1常」.自由時報.2017-05-23 （页面存档备份，存于）
10. ↑  陳俊華.陸委會組織法立院三讀 明定副主委3人.中央社.2018-05-22 （页面存档备份，存于）
11. ↑  https://twinfo.ncl.edu.tw/tiqry/hypage.cgi?HYPAGE=search/show_gaztext.hpg&sysid=E1815898%7C （页面存档备份，存于） 《總統府公報》第7368號，民國107年6月13日出刊。
12. ↑  繆宗翰.陸委會副主委 陳明祺李麗珍確定出任 （页面存档备份，存于）.中央社.2018-06-22
13. ↑  朱建陵. . 中国时报. 2014-02-12  [2014-02-09]. （原始内容存档于2015-02-09） （中文）.
14. ↑  . 中央通訊社. （原始内容存档于2025-05-15）.
15. ↑  . 中央通訊社. （原始内容存档于2025-05-15）.
16. ↑  . 中央通訊社. （原始内容存档于2025-05-16）.

## 外部連結
- 中華民國大陸委員會（页面存档备份，存于）（繁體中文）
- 中華民國大陸委員會的Facebook專頁（繁體中文）
- 中華民國大陸委員會的X（前Twitter）